# オットー・クルーガー
オットー・クルーガー（Otto Kruger、1885年9月6日 - 1974年9月6日）は、アメリカ合衆国の俳優。

## 出演作品
- 札束とお嬢さん
- 都会のジャングル
- ニューヨークの怪人
- 意外な犯行
- 心のともしび
- ヴァレンチノ
- ダニー・ケイの 天国と地獄
- カバーガール
- ステージドア・キャンティーン
- ブロンドの殺人者
- ターザン砂漠へ行く
- ヒットラーズ・チルドレン／恐怖の殺人養成所
- 逃走迷路
- 嘆きの白薔薇
- ロイター特派員
- 私が結婚した男
- 偉人エーリッヒ博士
- 包囲網突破
- 第三の影
- 女ドラキュラ
- 宝島
- 私のダイナ
- 白衣の騎士
- 第三の恋
- 世界拳闘王
- 真昼の決闘